# Tetroreopsis ciliata
Tetroreopsis ciliata är en skalbaggsart som beskrevs av Stefan von Breuning 1940. Tetroreopsis ciliata ingår i släktet Tetroreopsis och familjen långhorningar. Inga underarter finns listade i Catalogue of Life.